# Dopning i Ryssland
| Dopning i Ryssland |
| --- |
| Olika anabola steroider. I mitten metandrostenolon, även kallad "ryssfemma" på grund av den ryska texten på förpackningen. - Omfattning – enligt TV-dokumentärer med inblandning av olika statliga organ - Bakgrund – åtminstone sedan millennieskiftet, möjligen sedan sovjetisk tid - Följder – Ryssland avstängt från internationella friidrottstävlingar sedan november 2015 samt vinter-OS 2018 |

Dopning inom den ryska idrotten är ett betydande problem. Det ryska dopningsproblemet uppmärksammades brett i december 2014, när det tyska TV-bolaget ARD rapporterade om och jämförde det med dopningen i DDR. World Anti-Doping Agency (WADA) publicerade i november 2015 en rapport som var starkt kritisk mot både den ryska anti-dopningsbyrån (RUSADA) och det Ryska friidrottsförbundet (VFLA). Samma månad stängde Internationella friidrottsförbundet (IAAF) tills vidare av Ryssland från internationellt tävlande, på grund av mycket utbredd dopning.
IAAF:s avstängning av Ryssland bekräftades i juni 2016. Månaden efter avslöjades ytterligare oegentligheter inom det ryska idrottslivet, vilket ledde till att Internationella tyngdlyftningsförbundet stängde av Ryssland från internationella tävlande på ett år. Dessutom var Rysslands deltagande i olympiska sommarspelen 2016 ifrågasatt från flera håll. Dopningsproblemen inom rysk idrott anses vara systematiska, långvariga och underlättade av olika delar av statsapparaten.
RUSADA medgav slutligen i december 2016 att dopningen i landet utförts på institutionell nivå. Man hävdade dock att Rysslands regering inte var inblandad. Detta hindrade inte IOK från att – med hänvisning till det stora dopningsproblemet – senare även utesluta Ryssland från deltagande i 2018 års olympiska vinterspel.

## Dopningsfall under tidigt 2000-tal
År 2008 stängdes sju ryska friidrottare av inför sommarens OS-tävlingar, efter avslöjanden om att de manipulerat sina lämnade urinprov. Presidenten i Internationella skidskytteförbundet Anders Besseberg sa: "Vi står inför systematisk dopning i stor skala, utförd av en av världens starkaste landslag."
Efter att 7 289 blodprov (tagna under åren 2001–2009) från 2 737 idrottare undersökts fann en rapport att antalet misstänkta prov från "Land A" märkbart översteg dem från andra länder. En av rapportförfattarna sa att landet som åsyftades var Ryssland.
I oktober 2009 skrev IAAF:s generalsekreterare Pierre Weiss till VFLA:s ordförande Valentin Balachnitjev om att man i blodprov från de ryska friidrottarna "sett några av de högsta värdena som registrerats sedan IAAF började med sitt testande". Weiss meddelade också att testerna från friidrotts-VM 2009 "starkt antydde ett systematiskt missbruk av bloddopning eller EPO-relaterade produkter."

## Anklagelser om statlig inblandning, ARD-dokumentär 2014

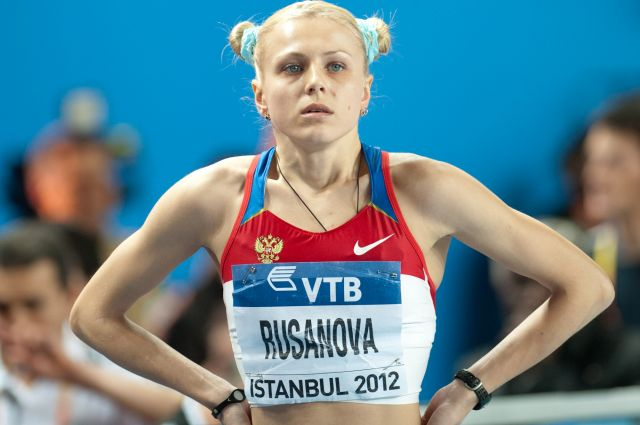
Julija Stepanova, tidigare dopningsavstängd friidrottare som informerat WADA om Rysslands dopningssystem.

År 2010 började Vitalij Stepanov, en anställd vid den ryska anti-dopningsbyrån RUSADA, skicka upplysningar till WADA. Upplysningarna, som delgetts i form av 200 e-brev och 50 brev under tre års tid, påstod att RUSADA var inblandat i systematisk dopning inom rysk friidrott. I december 2012 skickade Darja Pisjtjalnikova (en av de sju friidrottarna som stängdes av inför sommar-OS 2008) e-post till WADA med detaljer om ett påstått statligt ryskt dopningsprogram. Trots att e-brevet, enligt New York Times, nådde tre ledande WADA-tjänstemän, valde WADA att inte gå vidare med en undersökning i saken. Istället skickades hennes e-brev vidare till ryska idrottsledare.
Enligt Stepanov fanns det "till och med hos WADA människor som inte ville att den här historien skulle bli känd". Han sa dock att en person inom organisationen förde samman honom med representanter för det tyska TV-bolaget ARD. I december 2014 sände ARD en dokumentär producerad av Hajo Seppelt med titeln Geheimsache Doping: Wie Russland seine Sieger macht ('Dopningshemligheten: Hur Ryssland skapar vinnare'). I dokumentären påstods att den ryska staten var direkt inblandad i systematisk dopning, som beskrevs som varande på en "östtysk nivå". Dokumentären innehöll uttalanden av Stepanov och hans fru, Julija Stepanova (född Rusanova), där de båda menade att ryska friidrottsfunktionärer försåg idrottare med förbjudna preparat mot en avgift motsvarande fem procent av idrottarens inkomster och att de förfalskade provresultat i maskopi med de lokala testkontrollanterna. Enligt uppift skulle exempelvis den ryska långdistanslöparen Lilija Sjobuchova ha betalat motsvarande 4,5 miljoner svenska kronor för att mörklägga hennes eget positiva dopningsprov.

## Händelser efter dokumentären

### 2015

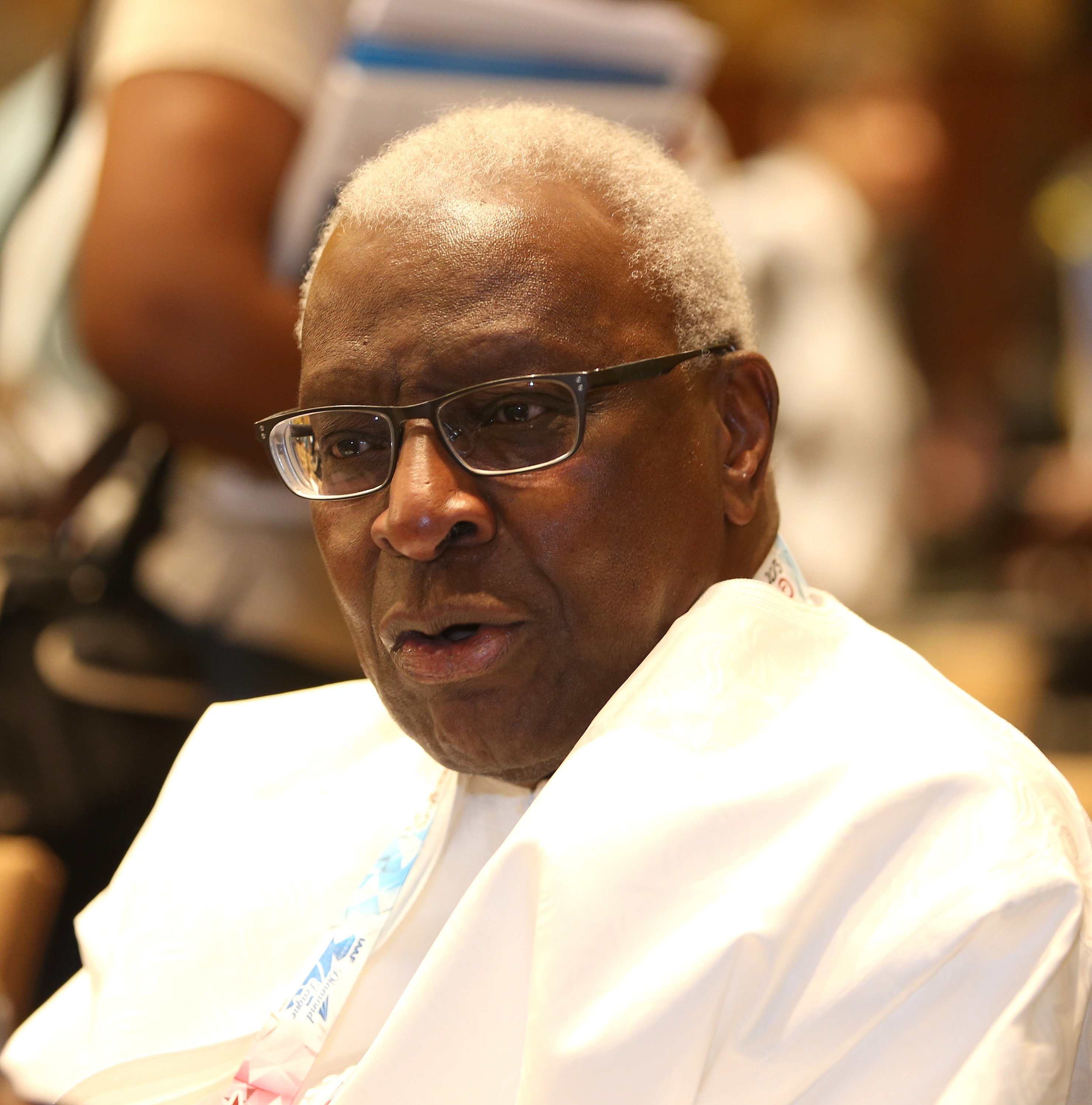
Lamine Diack, dömd 2020 för att ha tagit emot mutor i syfte att mörklägga ryska dopningsfall.

I januari 2015 avgick VFLA-ordföranden Valentin Balachnitjev från sin post som kassör för IAAF.
Efter ARD-dokumentären beställde WADA en utredning, som kom med sitt utlåtande 9 november 2015. Det 323 sidor långa dokumentet, beskrivet av The Guardian som "fördömande", beskrev utbredd dopning och storskalig mörkläggning av ryska myndigheter. I rapporten rekommenderades att VFLA skulle fråntas sina befogenheter att handha dopningsärenden och att Internationella olympiska kommittén inte skulle acceptera några tävlande fån VFLA tills oegentligheterna var åtgärdade. Den 13 november röstade IAAF:s styrelse, med siffrorna 22–1, för att med omedelbar verkan portförbjuda Ryssland från internationella friidrottstävlingar. Ryssland fråntogs även värdskapet av både 2016 års lag-VM i gång och samma års junior-VM i friidrott. VFLA måste också hädanefter låta ryska dopningsärenden hanteras av Idrottens skiljedomstol.
VFLA accepterade IAAF:s tillsvidareavstängning av organisationen och begärde inte ett överklagande i saken. VFLA:s åtgärder i syfte att åter kvalificera för fullt IAAF-medlemskap kommer att övervakas av en femmannadelegation hos IAAF.
Den 18 november 2015 stängde WADA även av RUSADA. Detta innebar att Ryssland tills vidare inte har någon fungerande nationell anti-dopningsorganisation för någon idrott.
I november 2015 inledde Frankrike en brottsutredning rörande förre IAAF-presidenten Lamine Diack. Det fanns misstankar om att han 2011 tagit emot 1 miljon euro i mutor från VFLA, för att mörklägga positiva dopningsresultat för åtminstone sex ryska friidrottare.

### Januari till maj 2016

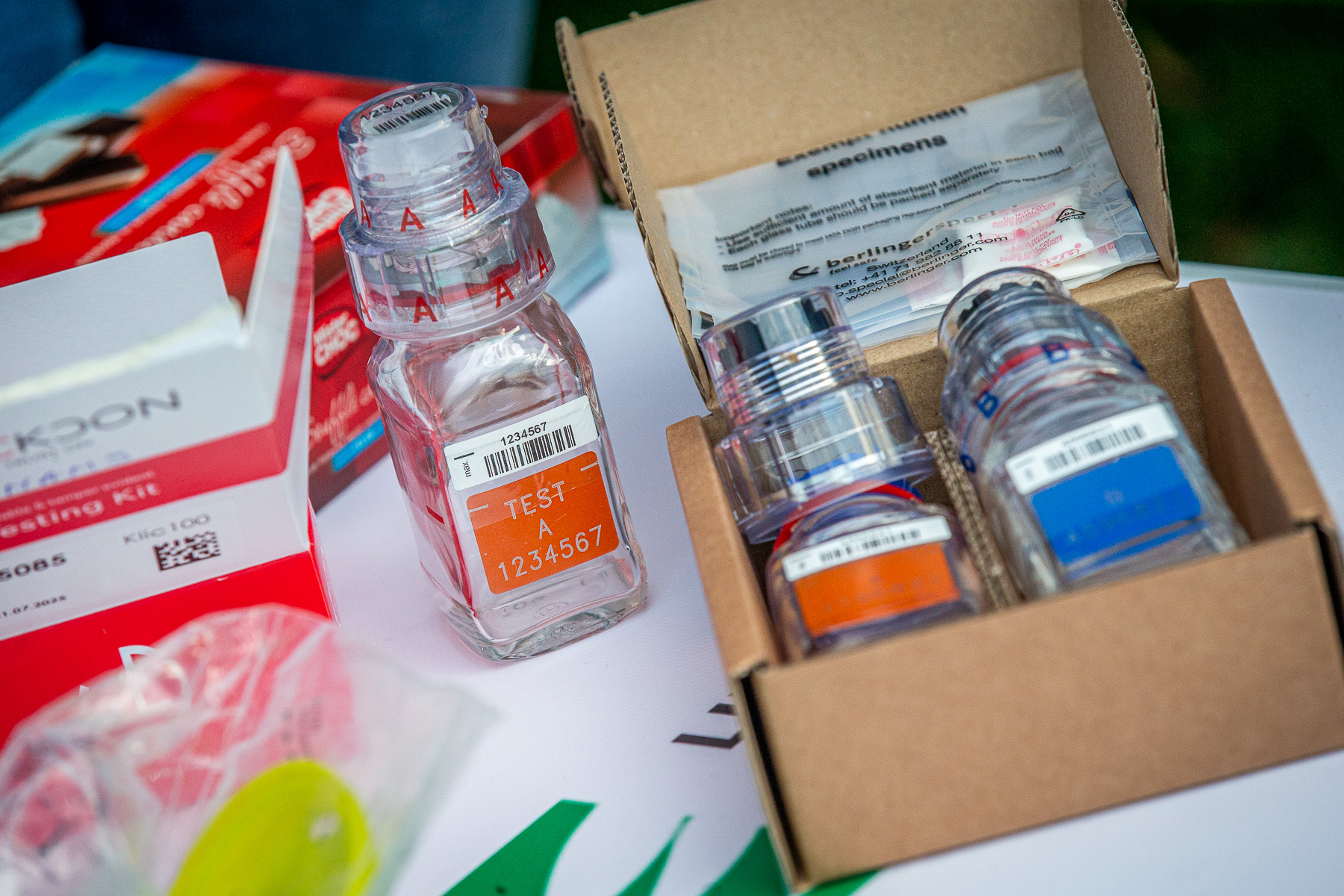

I januari 2016 bannlyste IAAF på livstid både den före detta chefen för VFLA, Valentin Balachnitjev, och den ryske idrottsledaren Aleksej Belnikov.
I mitten av januari släppte WADA en andra rapport av dess oberoende utredningskommission.
Två före detta chefer på RUSADA, Vjatjeslav Sinjev och Nikita Kamajev, avled i februari 2016. The Sunday Times rapporterade att Kamajev strax före sin död hade kontaktat tidningen med information om att han planerade en bok om "den sanna historien om idrottens farmakologi och dopning i Ryssland redan 1987".
I mars 2016 sände ARD den uppföljande dokumentären Russlands Täuschungsmanöver ('Rysslands falskspel'). I programmet påstods att idrottare fick reda på dopningstesterna i förväg och att de erbjöds förbjudna preparat av både RUSADA och VFLA. Enligt en rapport i maj i The New York Times meddelade chefen på ett ledande laboratorium, Grigorij Rotjenkov, att dopningsexperter samarbetade med den ryska säkerhetstjänsten (FSB). Bland annat byttes urinprov ut genom ett hål i laboratoriets vägg. Han sa att minst 15 olika medaljörer i vinter-OS 2014 var inblandade. 19 maj utsåg WADA juridikprofessorn Richard McLaren till att leda en utredning omkring dopningsanklagelserna i Sotji-OS. Rodtjenkov, som varit huvudansvarig för det centrala dopningslaboratoriet i Moskva och enligt egen utsago destruerat drygt 1 400 dopningsprover för att undvika WADA:s omtester, gick i januari 2016 i exil i USA. Han sa då att han fruktade för sitt liv.

### Juni 2016

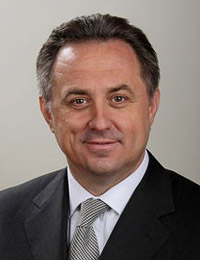
Vitalij Mutko, Rysslands idrottsminister.

En ARD-dokumentär i juni 2016 antydde att Rysslands idrottsminister Vitalij Mutko var inblandad i mörkläggningen av ett dopningsfall rörande en fotbollsspelare i FK Krasnodar. Samma månad avstängdes tillfälligt IAAF:s vice generalsekreterare Nick Davies från sin tjänst, efter anklagelser om att han tagit emot pengar för att försena offentliggörandet av dopningsfall av ryska friidrottare. Enligt BBC visade e-post från juli 2013 att Davies diskuterat hur man kunde försena eller mjuka upp offentliggöranet av ryska idrottare som testat positivt.
I juni 2016 presenterade WADA en rapport, som uppgav att organisationens dopningskontrollanter hindrats i sitt arbete på flera plan. Det rörde sig om "en betydande mängd otillgängliga rapporter om idrottare med uteblivna tester", otillräcklig eller inkorrekt information om var idrottare befunnit sig samt dålig information om tid och plats för olika tävlingar. Några tävlande hade uppgett militärområden med begränsad tillgänglighet, och några nationella mästerskap – inklusive olympiska kvaltävlingar – ägde rum i städer i konfliktzoner dit det var svårt att ta sig. Dessa omständigheter försvårade eller förhindrade dopningstesterna. WADA rapporterade också:
- hot mot dess kontrollanter från beväpnade FSB-personal
- "märkbara förseningar" innan de tilläts resa till olika tävlingsplatser
- ständig övervakning från säkerhetspersonal
- förseningar innan de fick tillgång till deltagarlistor
- dopningsprov som öppnades av ryska tullmyndigheter

90 procent av de ryska idrottarna svarade inte på frågor eller vägrade ställa upp , när WADA-personal ville intervjua dem som del av sin undersökning. WADA:s gemeralsekreterare David Howman uttryckte saken som att "Det var hög tid för dem som såg sig själva som rena [att säga det till WADA]. De hade haft nio månader på sig, rejält med tid alltså, och ändå ville ingen förklara sig."
Den 17 juni höll IAAF ett extrautlyst styrelsemöte, "i första hand för att ge det ryska friidrottsförbundet ytterligare en möjlighet att meddela att de uppfyller kraven för att åter ges fullt medlemskap i IAAF". En kommitté ledd av Rune Andersen avrådde att Ryssland skulle få tillbaka sin plats i organisationen, och förklarade att ryska myndigheter tvärtom både främjat systematisk dopning och mörkläggning av detta. 
IAAF röstade enhälligt att upprätthålla avstängningen av VFLA.
En vecka senare meddelade Internationella tyngdlyftningsförbundet, att de beslutat att avstänga Ryssland – och två andra länder – i ett år framåt. Om IOK hade ratificerat detta beslut, skulle det ha inneburit det att Rysslands tyngdlyftningslag missade OS 2016.

### Juli 2016
18 juli 2016 publicerade Richard McLaren rapporten på sin utredning inledd 19 maj (se ovan), där han undersökt Grigorij Rotjenkovs påståenden om Sotji-OS. Den nästan 100 sidor långa rapporten beskriver omfattande statsstödd dopning i Ryssland. Under 57 dagars tid hade han samlat forensisk bevisning, e-post och metadata, och hans slutsats var att både Rysslands idrottsministerium, dess anti-dopningsorganisation och federala säkerhetstjänst hjälpt ryska idrottare att fuska både i Sotji-OS och dessförinnan. I rapporten meddelades att WADA-laboratoriet i Moskva "arbetade för att skydda dopningsrelaterade idrottare" inom ett "statsstyrt och vattentätt system" där "positiva dopningsprov helt enkelt plockades bort".
Efter rapportens publicering av beslutade IOK att förvägra OS-ackreditering av tjänstemän vid det ryska idrottsministeriet, liksom av personer som utbekats i rapporten som inblandade. IOK beslutade också att på nytt låta testa och undersöka ryska deltagare från Sotji-OS, liksom att finna  alternativa arrangörer till större tävlingar som då tilldelats Ryssland.
21 juli 2016 avslog Idrottens skiljedomstol ett överklagande från Rysslands olympiska kommitté och 68 ryska friidrottare. Överklagandet gällde IAAF:s avstängning av Ryssland från 2016 års OS, och genom avslaget fastslogs IAAF:s beslut.
Den 24 juli meddelade IOK att man inte stoppade alla ryska idrottare från deltagande i årets tävlingar i Rio de Janeiro. Man överlämnade beslutet om uteslutande av enskilda idrottare till de olika internationella idrottsförbunden. Enskilda idrottare, som till exempel klarat återkommande dopningstester vid tävlingar utanför Ryssland, kunde då kvalificera sig för OS-tävlande.
IOK meddelade samtidigt att tidigare dopningsavstängda ryska idrottare inte skulle få delta  i OSS 2016. Detta tävlingsförbud omfattade bland andra
Julija Stepanova.

### Augusti 2016
Idrottens skiljedomstol meddelade 4 augusti att IOK:s beslut att stänga av tidigare dopningsavstängda idrottare från Rio-OS "inte var möjligt att genomföra". Dagen därpå meddelades Julija Jefimova fått tillstånd att tävla i OS. Jefimova var avstängd för användade av anabola steroider åren 2013–2015.

### December 2016
I december 2016 publicerades den andra delen av McLaren-rapporten. Där fanns uppgifter om att över 1 000 ryska tävlande inom ett 30-tal idrottsgrenar varit inblandade i eller gynnats av stadsstödd dopning och mörkläggning av dopning. Systemet med mörkläggning skulle ha inletts senast 2011. Bland de olika sätten att försvåra dopningstester fanns tillsättning av salt eller snabbkaffe till urinprov. Många av Rysslands idrottare i sommar-OS 2012 deltog i dopningsprogrammet. Rapporten antydde att det ryska idrottsministeriet var inblandat.
Bland de inblandade ryska idrottarna skulle det finnas 31 skidskyttar, inkluderat redan avstängda personer och skidskyttar som avslutat sitt tävlande. På grund av det stora antalet namn ifrågasattes om ryska Tiumen verkligen skulle vara en värdig arrangör av skidskytte-VM 2021.

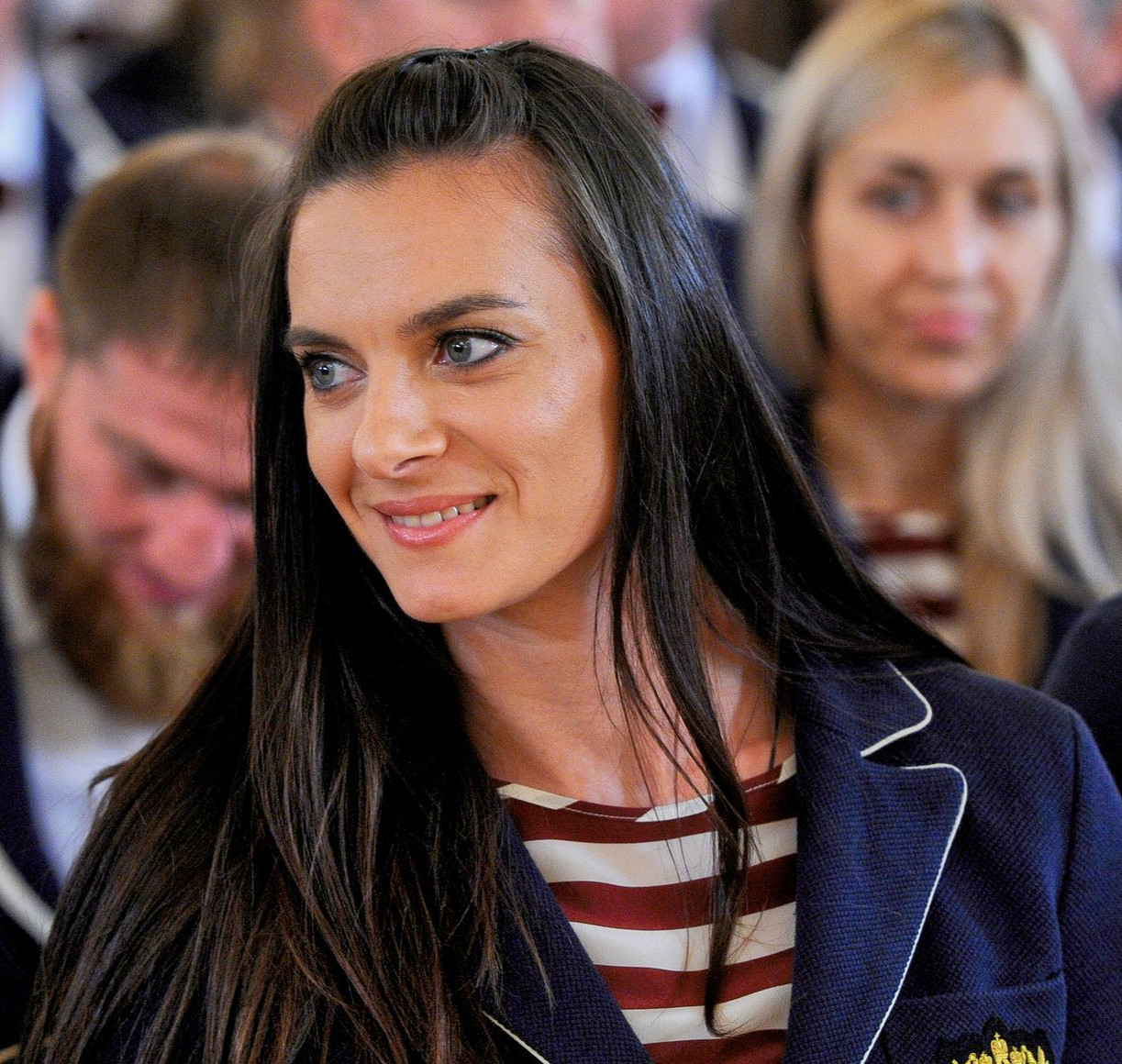
Jelena Isinbajeva kunde inte delta i OS 2016 på grund av den generella avstängningen av ryska friidrottare. Senare valdes hon till ny ordförande för Rysslands anti-dopningsbyrå.

Två dagar före offentliggörandet av McLaren-rapportens andra del valdes Jelena Isinbajeva till ny ordförande för Rysslands anti-dopningsbyrå RUSADA. Isinbajeva var liksom övriga ryska friidrottare avstängd från Rio-OS och avslutade därefter sin aktiva karriär. Beslutet att välja Isinbajeva, som under 2016 anklagat WADA:s rapporteringar för att vara politiskt motiverade, till att leda RUSADA:s arbete väckte viss internationell kritik.
Den 27 december medgav slutligen Anna Antseliovitj, tillförordnad VD för RUSADA, att dopning i Ryssland utförts på en institutionell nivå. Detta skulle inkludera ingripanden av säkerhetstjänsten FSB för att röja undan misstänka dopningsprov. RUSADA vidhöll dock att ingen i Rysslands regering varit inblandad i dopningen eller undanröjandet av misstänkta dopningsprov. 
Samtidigt hävdade den ryske talesmannen Vitalij Smirnov att den ryska dopningen var ett sätt att kompensera den upplevda västerländska "gräddfilen". Han hävdade bland annat att WADA skulle ha tillåtit Serena, Venus Williams, Simone Biles och andra elitidrottare att ta otillåtna medel.

### 2017
Avauktoriseringen av RUSADA som kontrollorgan och den pågående utredningen av ryska idrottare innebar att IAAF helt stängde av Ryssland från deltagande i 2017 års VM i friidrott. 19 friidrottare kunde dock delta i tävlingarna under "neutralt flagg", med nationsbeteckningen Authorized Neutral Athletes (ANA). Under sommaren stängdes ett antal ryska friidrottare av för dopning, inkluderat två tidigare EM-medaljörer.

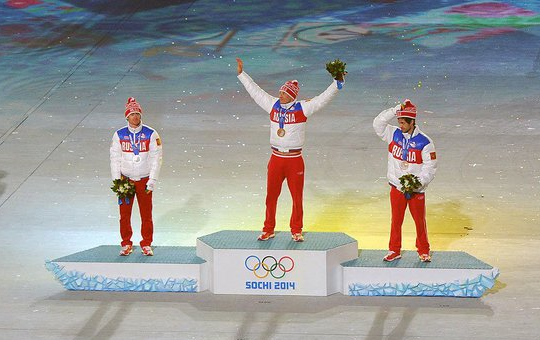
Aleksandr Legkov och Maksim Vylegzjanin, två av tre medaljörer från 2014 års femmilslopp, blev avstängda av IOK i början av november 2017. Tre månader senare hävdes deras avstängning.

I början av november 2017 meddelade IOK att man stängt av sex ryska längdskidåkare – fyra män och två kvinnor – från framtida deltagande i olympiska spel. Detta gjordes som en följd av Oswald-kommissionens testning av dopningsproven från de ryska idrottare som nämnts i McLaren-utredningen. Alla åkarna (Aleksandr Legkov, Jevgenij Belov, Maksim Vylegzjanin, Aleksej Petuchov, Jevgenija Sjapovalova och Julija Ivanova) tillhörde eller hade tillhört det ryska landslaget, och deras resultat från Sotji-OS ströks ur listorna. Ordföranden för Rysslands längdåkningsförbund kritiserade beslutet och ansåg att det var politiskt motiverat. IOK:s beslut om de sex längdåkarna innebar att ett ryskt guld och tre ryska silver ströks från medaljlistorna från 2014 års tävlingar.
Senare under månaden utökades listan avstängda ryska vinteridrottare med ytterligare åtta namn, inkluderat fyra skeletonåkare (en guld- och en bronsmedalj i Sotji), två bobåkare och två skridskoåkare (två guld och ett silver i Sotji). Senare lades ytterligare fem namn till. Genom strykningen av alla de då avstängda idrottarnas resultat från Sotji-OS förlorade Ryssland sin förstaplats i medaljligan och föll till fjärde plats.
Samma månad anklagades den ryske visselblåsaren Grigorij Rodtjenko (se 2016), ett kronvittne i McLarens undersökning, för lögn av Ryska olympiska kommitténs tidigare ordförande Leonid Tiagatjov. Tiagatjov menade att Rodtjenko borde skjutas, "så som man gjorde på Stalins tid".
Hösten 2017 var RUSADA fortfarande inte med på listan över institutioner vars dopningskontroller accepteras av WADA. I december månad väntades beslut om Ryssland som nation ska uteslutas från tävlande i 2018 års vinter-OS i Pyeongchang, eller om IOK ska göra som inför Rio-OS 2016 och lämna över det beslutet till de enskilda idrotternas organisationer. Hösten 2017 hade totalt 37 olika nationella anti-dopningsbyråer krävtt  att  Ryssland utesluts från Pyeongchang-OS. Tills vidare hade FIS, Internationella skidförbundet, inte utfärdat startförbud för ovannämnda sex längdskidåkare, som därmed kunde fortsätta tävla i bland annat Världscupen.
Den 5 december meddelade IOK slutligen att man beslutat avstänga Ryssland från 2018 års olympiska vinterspel. Samtidigt belades landet med 15 miljoner US-dollar i böter, för uppkomna kostnader. IOK tog dåu för första gången officiellt ställning  mot det man kallade ett ryskt stort och statssponsrat dopningsprogram. IOK meddelade vid samma tillfälle att ryska idrottare som kunde bevisa att de stod utanför "det ryska dopningssystemet", kunde tävla i Pyeongchang som "olympiska idrottare från Ryssland", under olympisk flagg och med den olympiska hymnen vid eventuella prisceremonier. Fifa kommenterade IOK:s beslut med att detta inte påverkade 2018 års världsmästerskap i fotboll, men att Fifa samarbetade med WADA för att ta reda på om några ryska fotbollsspelare var med i dopningssystemet. I så fall skulle Fifa vidta "lämpliga åtgärder".

### 2018
Under vinter-OS 2018 deltog ett antal ryska vinteridrottare under olympisk flagg. Dessa idrottare, som kvalificerat sig bland annat genom att aldrig ha varit fällda för dopning, inkluderade namn som friats av idrottens skiljedomstol CAS efter att tidigare under hösten portats på livstid från den olympiska idrotten av IOK. Vid CAS domslut friades 28 av 39 tidigare dömda ryska idrottare, inkluderat guldmedaljörerna Legkov och Vylegzjanin, på grund av bristande bevisning.

### 2019
Bristerna i de ryska dopningskontrollerna under perioden 2012–2015, och fortsatta brister i leveranser av testresultat till WADA fortsatte att lgga Ryssland till last. WADA beslutade 9 december 2019 att bristerna är så svåra att man utestänger Ryssland från större mästerskapstävlingar i fyra år, inklusive OS, Paralympiska spelen och VM. Däremot berördes inte till exempel världscuptävlingar eller EM i fotboll 2020. Ryska idrottare fick möjlighet att tävla under neutral flagg, om de hkunde visa att de inte var omnämnda i WADA:s rapporter om dopningsskandalen. Ryssland fick 21 dagar på sig att bestämma om de skulle acceptera beslutet eller ej. Om de inte accepterade skulle saken avgöras i Idrottens skiljedomstol (CAS).

### 2020
I december 2020 beslutade Idrottens skiljedomstol att förkorta avstängningen för Ryssland, så att den ska gälla fram till 16 december 2022. Man beslöt också att tillåta ryska idrottare och lag att under tiden delta under ett mer neutralt flagg, i exempelvis olika VM- och OS-tävlingar.

### 2021
I februari meddelade IOK att ryska idrottare kommer att få delta under beteckningen ROC (förkortning för engelskans Russian Olympic Committee) under årets olympiska sommarspel i Tokyo.

## Reaktioner efter avslöjanden

### Internationella
Några idrottare från andra länder har kritiserat WADA för passivitet och bristande vilja att utreda Ryssland, trots många tips genom årens lopp. Talesmän från WADA svarade att organisationen fram till 2015 saknat befogenheter att utföra sina egna utredningar. Arne Ljungqvist, tidigare vice ordförande hos WADA:s, kommenterade att "WADA hade alltid en ursäkt redo när man inte vilja göra något åt saken. De litade på att Ryssland skulle städa upp på egen hand."
I juni rapporterade The Guardian att ett brev från ett tjugotal idrottsgrupperingar från olika idrotter och länder, såväl som ordförandena i både IOK:s och WADA:s idrottarkommittéer, hade skickats till IOK-ordföranden Thomas Bach och WADA-chefen Craig Reedie. I brevet kritiserades de båda organisationerna för sin tystnad och bristande handlingskraft, innan det hela uppmärksammades via massmedierna. Undertecknarna förtydligade att deras förtroende för anti-dopningssystemet låg i "spillror". Den 18 juli 2016 sa WADA:s idrottarkommitté att bevisen som fördes fram i rapporten, skalan och omfattningen på bedrägeriet, är häpnadsväckande. Kommittén begärde att Ryssland skulle stängas av från 2016 års olympiska spel och andra internationella tävlingar.

### I Ryssland

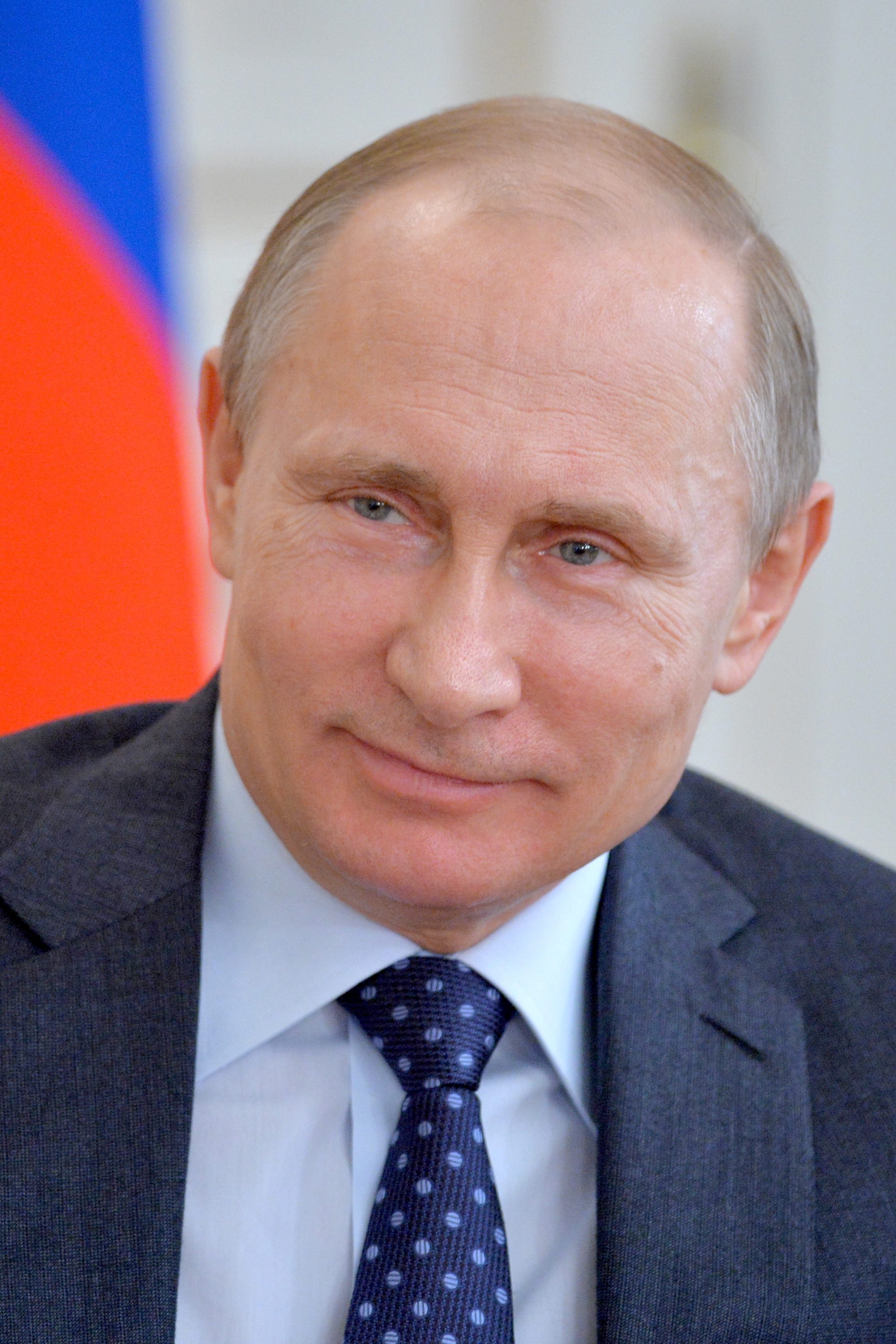
Vladimir Putin, Rysslands president, som hävdar att den ryska staten aldrig stött överträdelser inom idrotten.

Rysslands president Vladimir Putin sa att Ryssland "aldrig understött överträdelser inom idrotten, vi har aldrig stött det ifrån staten och vi kommer aldrig att stödja det". Han ansåg vidare att anklagelserna var del av en "anti-rysk västlig agenda". Aleksej Pusjkov, ordförande för ryska dumans utrikesutskott, menade att IAAF:s beslut att vidmakthålla sin avstängning av Ryssland var "en politisk hämnd mot Ryssland för dess självständiga utrikespolitik". En medlem av Rysslands parlament, Vadim Dengin, sa "Hela den här dopningsskandalen är en bluff, som skapats för att svärta ner och förödmjuka Ryssland." En talesman för Putin kallade Stepanova för en "Judas".
Paret Stepanov utsatts för kritik i ryska massmedier. Julija Stepanova sa: "I alla nyhetstexter blir jag kallad för förrädare – inte bara förrädare utan en förrädare mot Moderlandet." Vitalij Stepanov sa: "Jag ville inte avslöja Ryssland, jag försökte avslöja korrupta funktionärer inom idrotten som förstör tävlingarna både i landet och runtom i världen." Frankfurter Allgemeine Zeitung rapporterade att de ryska massmedierna porträtterade de tyska dokumentärprogramen som "del av en konspiration från Väst med målet att försvaga den stora nation som Vladimir Putin fått att resa sig igen." Hajo Seppelt hade intrycket att han och paret Stepanov målats ut som statsfiender.
Deutsche Welles Moskvakorrespondent Juri Rescheto skrev om responsen som han bevittnade i Ryssland. /Den/ "visar ett land som befinner sig i ett parallellt universum" och som försöker skylla ifrån sig på andra.

## TV-sända dokumentärer
Dopningsproblemet i Ryssland har beskrivits i ett antal dokumentärprogram som sänts på TV i Tyskland, Frankrike och USA:
- Geheimsache Doping: Wie Russland seine Sieger macht ('Dopningshemligheten: Hur Ryssland skapar vinnare'), ARD 1, 3 december 2014[10]
- Geheimsache Doping. Im Schattenreich der Leichtathletik ('Dopningshemligheten: Den mörka friidrottsvärlden'), ARD 1, 1 augusti 2015[78]
- Geheimsache Doping: Russlands Täuschungsmanöver ('Dopningshemligheten: Rysslands falskspel'), ARD / Westdeutscher Rundfunk, 6 mars 2016[26][79]
- Russia's Dark Secret, 60 Minutes / CBS News, 8 maj 2016[80]
- Plus vite, plus haut, plus dopés ('Snabbare, högre, mer dopade'), Arte i samarbete med Le Monde, 7 juni 2016[81]